# 奥津温泉
奥津温泉（おくつおんせん）は、岡山県苫田郡鏡野町に湧出する温泉である。かつての美作国に当たる場所であり、湯郷温泉、湯原温泉と共に「美作三湯」と呼ばれる。

## 泉質
- アルカリ性単純温泉 - 美人の湯として知られる[1]。
  - 源泉温度は、35 - 44 ℃
  - 湧出量は、1000 (L/分)

## 温泉地

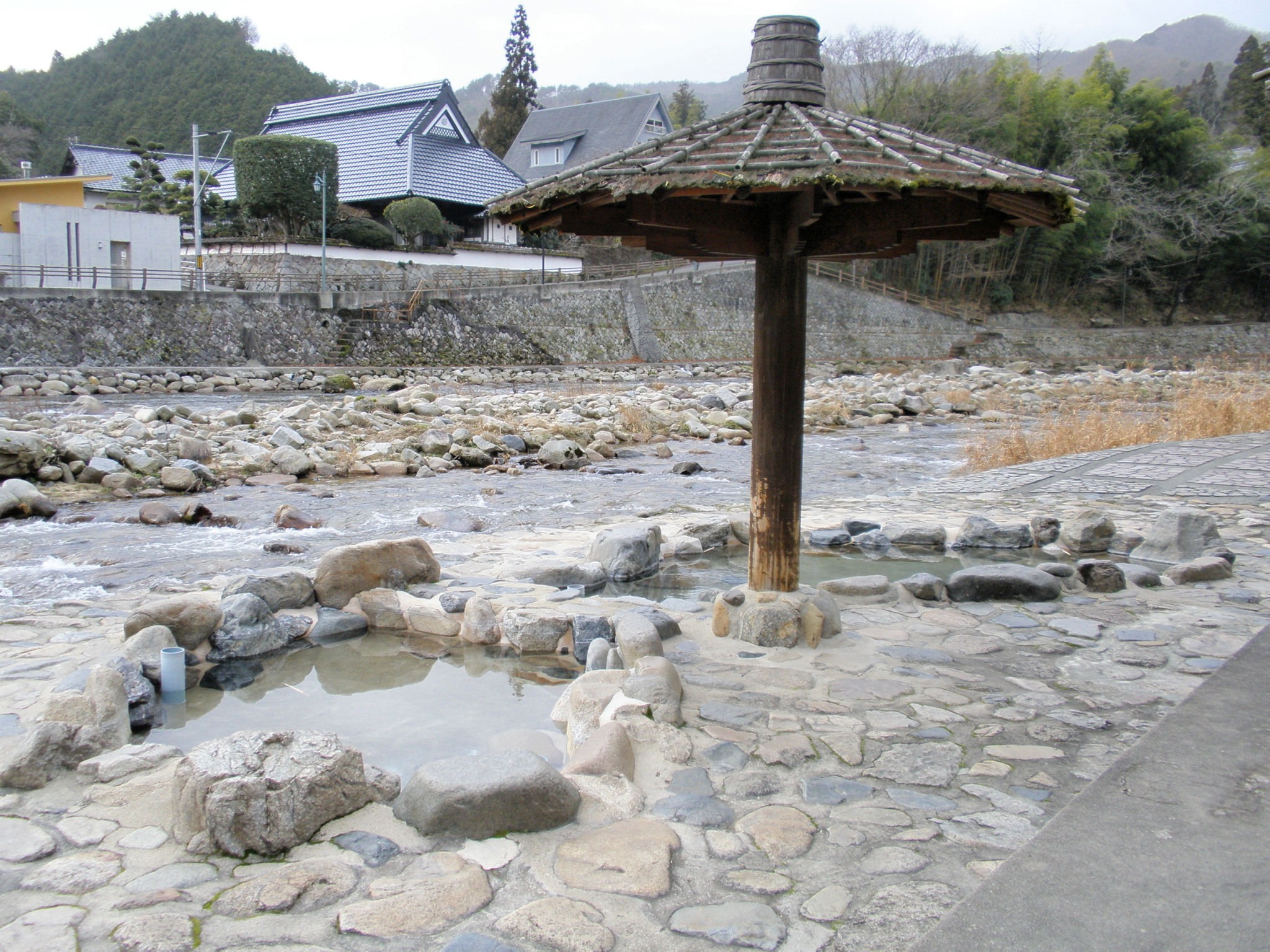
足踏洗濯場

吉井川に架かる奥津橋を中心に温泉街が形成されており、日帰り入浴施設も有する。また、河原には露天風呂が2つ有り、この露天風呂の片方は「洗濯湯」と呼ばれ、そこで行われる足踏み洗濯が有名である。この足踏み洗濯は、pH9.2の温泉水が持つ漂白効果を利用して、付近の山々には棲息する熊や狼を見張りながら家事をこなすという生活の知恵として編み出された行為として知られる。現代でも洗濯に使う住民がいるほか、3～11月の日曜・祝日に観光客向けの実演が行われている。
国道179号沿いには道の駅奥津温泉が存在するが存在するものの、入浴施設は併設されていない。
洗濯場から見て、吉井川を約2 km下流側に行った場所には、般若寺温泉と大釣温泉も有るものの、般若寺温泉と大釣温泉も、上流側の奥津温泉が湧出する場所と同じ断層の真上付近に湧出していると推定される温泉であり、これらを総称して全体を「奥津温泉」と呼ぶ場合もある。なお、津山藩が関係する「鍵湯」では浴槽の底から温泉水が自然湧出している他に、般若寺温泉の場合は吉井川右岸の岩壁から温泉水が自然湧出している。

## 歴史
開湯伝説では、少彦名命による発見とされる。
江戸時代は津山藩の湯治場であった。現在の足ふみ洗濯あたりに「鍵湯」があったとされています、藩主森忠政が一般の利用を禁じ、番人を置いて鍵をかけたことに由来する。
コーセーはこの温泉の成分に基き、化粧水を作っている。
足踏み洗濯は昔から行われており、その様子を与謝野鉄幹が、次のように短歌に読んだ。

衣洗う　奥津のおとめ　河床の　清きに立ちて　踊るごと践む

ただ、1926年に大規模な火災が発生し、温泉街が焼失した。
藤原審爾の小説『秋津温泉』の舞台であり、映画化に際しては当地で撮影も行われた。この映画が1962年に公開された結果、奥津温泉は知名度を向上させた。
1966年8月1日に国民保養温泉地に指定され、1991年には国民保健温泉地に指定された。中鉄バスが岡山市～津山市～奥津温泉への急行バスを運行し、ロマンスカーと命名され脚光を浴びた。また、多角経営の第1号として奥津荘の経営も一時期行っていた。
2001年から温泉街では湯巡手形を発行していたものの、縮小に伴い2014年12月25日を以ってサービスを終了した。

## アクセス
- 自動車：中国自動車道院庄インターチェンジから約25分。
- 鉄道：JR西日本（姫新線、津山線）津山駅下車、バスターミナル5番のりばより中鉄北部バス
  - 奥津温泉・石越線に乗車、約50分。一日4往復（土休日2往復）運行。
  - ごんごバス西循環線に乗車、「マルナカ院庄店」または「プラント5」にてコミュニティバス上斎原振興センター行きに乗継。一日4往復運行。
- 高速バス：なんば・新大阪より、日交高速バス倉吉～神戸・大阪線で約3時間、奥津温泉口（国道179号沿いの道の駅奥津温泉前）下車。それぞれ1日1往復が運行される。